# (13371) 1998 VH5
(13371) 1998 VH5 là một tiểu hành tinh vành đai chính. Nó được phát hiện bởi Yoshisada Shimizu và Takeshi Urata ở Đài thiên văn Nachi-Katsuura ở Nachikatsuura, Wakayama, Nhật Bản, ngày 8 tháng 11 năm 1998.